# Gunnera reichei
Gunnera reichei är en gunneraväxtart som beskrevs av Anton Karl Schindler. Gunnera reichei ingår i släktet gunneror, och familjen gunneraväxter. Inga underarter finns listade.